# العلاقات الفيتنامية الليبية
العلاقات الفيتنامية الليبية هي العلاقات الثنائية التي تجمع بين فيتنام وليبيا.

## مقارنة بين البلدين
هذه مقارنة عامة ومرجعية للدولتين:
| وجه المقارنة                                              | فيتنام           | ليبيا                                       |
| --------------------------------------------------------- | ---------------- | ------------------------------------------- |
| المساحة (كم2)                                             | 331.69 ألف       | 1.76 مليون                                  |
| عدد السكان (نسمة)                                         | 94.66 مليون      | 6.37 مليون                                  |
| الكثافة السكانية (ن./كم²)                                 | 285.39           | 3.62                                        |
| العاصمة                                                   | هانوي            | طرابلس                                      |
| اللغة الرسمية                                             | اللغة الفيتنامية | اللغة العربية، اللغة العربية الفصحى الحديثة |
| العملة                                                    | دونغ فيتنامي     | دينار ليبي                                  |
| الناتج المحلي الإجمالي (بليون دولار)                      | 234.19 مليار     | 50.98 مليار                                 |
| الناتج المحلي الإجمالي (تعادل القوة الشرائية) بليون دولار | 553.42 مليار     | 69.32 مليار                                 |
| الناتج المحلي الإجمالي الاسمي للفرد دولار أمريكي          | 2.48 ألف         |                                             |
| الناتج المحلي الإجمالي للفرد دولار أمريكي                 | 5.63 ألف         | 15.60 ألف                                   |
| مؤشر التنمية البشرية                                      | 0.666            | 0.724                                       |
| رمز المكالمات الدولي                                      | +84              | +218                                        |
| رمز الإنترنت                                              | .vn              | .ly                                         |
| المنطقة الزمنية                                           | ت ع م+07:00      | ت ع م+02:00، توقيت شرق أوروبا               |

## منظمات دولية مشتركة
يشترك البلدان في عضوية مجموعة من المنظمات الدولية، منها:
| علم المنظمة | اسم المنظمة                        | تاريخ انضمام فيتنام | تاريخ انضمام ليبيا |
| ----------- | ---------------------------------- | ------------------- | ------------------ |
|             | مؤسسة التنمية الدولية              | 24 سبتمبر 1960      | 1 أغسطس 1961       |
|             | يونسكو                             | 6 يوليو 1951        | 27 يونيو 1953      |
|             | وكالة ضمان الاستثمار متعدد الأطراف | 5 أكتوبر 1994       | 5 أبريل 1993       |
|             | الأمم المتحدة                      | 20 سبتمبر 1977      | 14 ديسمبر 1955     |
|             | الاتحاد البريدي العالمي            | ?                   | ?                  |
|             | البنك الدولي للإنشاء والتعمير      | 21 سبتمبر 1956      | 17 سبتمبر 1958     |
|             | الاتحاد الدولي للاتصالات           | 24 سبتمبر 1951      | 3 فبراير 1953      |
|             | منظمة حظر الأسلحة الكيميائية       | ?                   | ?                  |
|             | مؤسسة التمويل الدولية              | 4 أغسطس 1967        | 18 سبتمبر 1958     |
|             | منظمة الشرطة الجنائية الدولية      | ?                   | ?                  |

## وصلات خارجية
- موقع وزارة الخارجية الفيتنامية
- موقع وزارة الخارجية الليبية